# Hartelsperrwerk

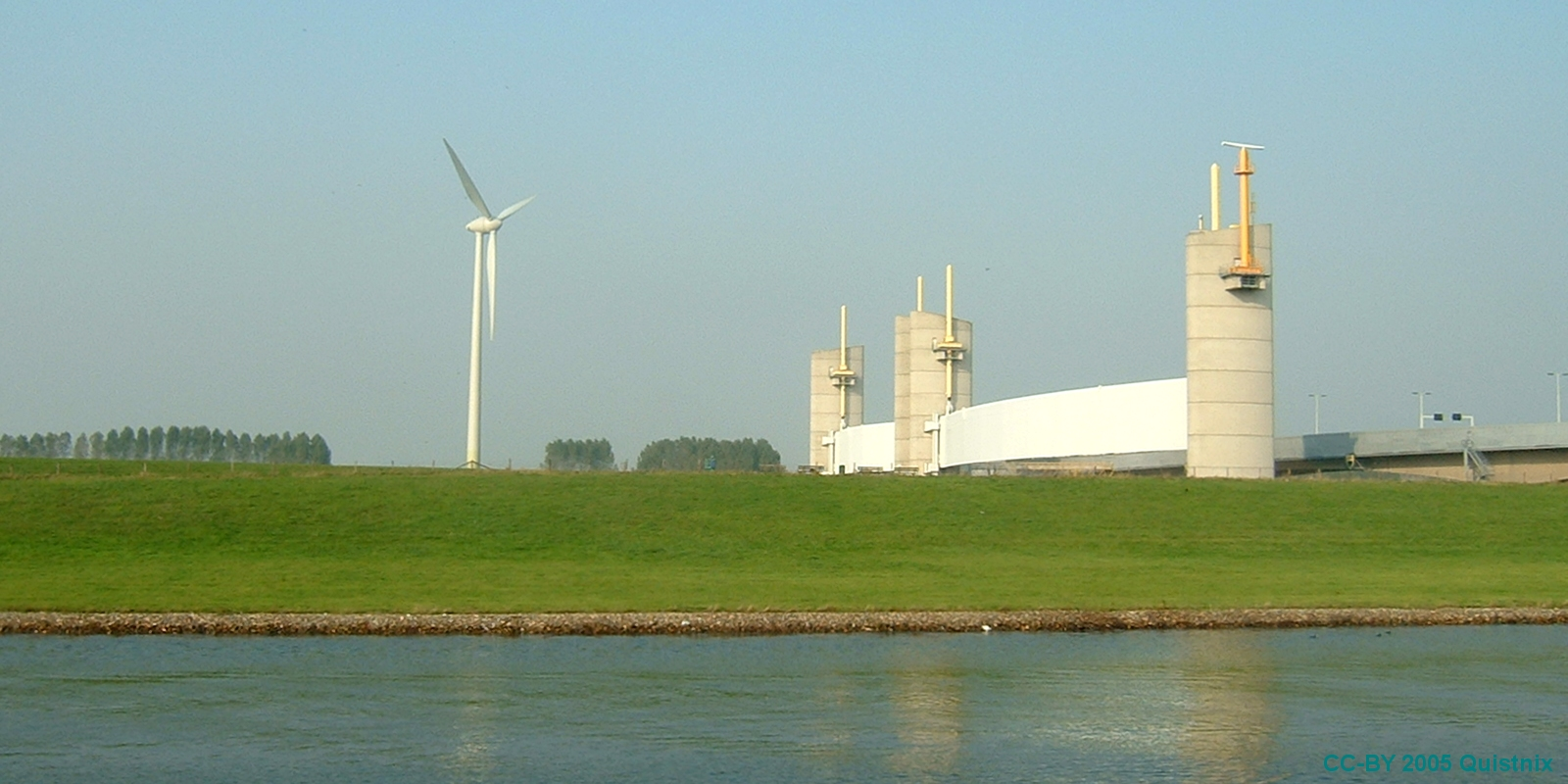
Blick auf das Hartel-Sturmflutwehr, Tore geöffnet

Das Hartelsperrwerk (niederländisch Hartelkering) im Hartelkanal bei Spijkenisse ist genauso wie das Maeslant-Sperrwerk ein Teil des Hochwasserschutzes für den Hafen Rotterdam und Bestandteil des Deltaplans. Beide Sperrwerke wurden in der Zeit zwischen 1991 und 1997 gebaut. Das Sperrwerk im Kanal wird über das Computersystem BOS (dt. Beschluss- und Unterstützungs-System) gesteuert, das bedeutet, dass beide Sperrwerke gleichzeitig geschlossen werden.
Das Hartelsperrwerk besteht aus zwei ellipsenförmigen Hebetoren mit einer Breite von 49,3 m und 98,0 m, die zwischen drei Türmen vertikal beweglich aufgehängt sind. Die Türme stehen auf den Pfeilern der Hartelbrücke. Die Stauhöhe beträgt in geschlossenem Zustand drei Meter über  NAP. Falls einmal Wasser über die Tore fließt, ist das für das Hinterland nicht gefährlich, höhere Wehre dagegen würden zu Überflutungen des Europoorts und der Deiche an der Brielse Maas führen. Wegen der gegebenenfalls tolerierten Überspülung ist das Hartelsperrwerk das einzige unter den niederländischen Sturmflutsperrwerken, das etwas mit einem Wehr gemeinsam hat. Das Hartelsperrwerk wird einmal jährlich zusammen mit dem Maeslantsperrwerk überprüft.
In der Nacht zum 9. November 2007 wurde das Sperrwerk erstmals aufgrund einer drohenden Sturmflut geschlossen, als das Sturmtief Tilo über Mittel- und Nordeuropa zog. Der Wasserstand am Hartelsperrwerk stieg auf maximal 2,84 m über Amsterdamer Pegel. Gleichzeitig wurde auch das Maeslant-Sperrwerk geschlossen. Am 3. Januar 2018 wurde das Hartelsperrwerk während des Sturmtiefs Burglind erneut geschlossen, der maximale Wasserstand betrug 2,60 m über Amsterdamer Pegel.